# KCNK9
KCNK9 (англ. Potassium two pore domain channel subfamily K member 9) – білок, який кодується однойменним геном, розташованим у людей на короткому плечі 8-ї хромосоми. Довжина поліпептидного ланцюга білка становить 374 амінокислот, а молекулярна маса — 42 264.
| 10         |  | 20         |  | 30         |  | 40         |  | 50         |
| ---------- |  | ---------- |  | ---------- |  | ---------- |  | ---------- |
| MKRQNVRTLS |  | LIVCTFTYLL |  | VGAAVFDALE |  | SDHEMREEEK |  | LKAEEIRIKG |
| KYNISSEDYR |  | QLELVILQSE |  | PHRAGVQWKF |  | AGSFYFAITV |  | ITTIGYGHAA |
| PGTDAGKAFC |  | MFYAVLGIPL |  | TLVMFQSLGE |  | RMNTFVRYLL |  | KRIKKCCGMR |
| NTDVSMENMV |  | TVGFFSCMGT |  | LCIGAAAFSQ |  | CEEWSFFHAY |  | YYCFITLTTI |
| GFGDYVALQT |  | KGALQKKPLY |  | VAFSFMYILV |  | GLTVIGAFLN |  | LVVLRFLTMN |
| SEDERRDAEE |  | RASLAGNRNS |  | MVIHIPEEPR |  | PSRPRYKADV |  | PDLQSVCSCT |
| CYRSQDYGGR |  | SVAPQNSFSA |  | KLAPHYFHSI |  | SYKIEEISPS |  | TLKNSLFPSP |
| ISSISPGLHS |  | FTDHQRLMKR |  | RKSV       |  |            |  |            |

A: Аланін

C: Цистеїн

D: Аспарагінова кислота

E: Глутамінова кислота

F: Фенілаланін

G: Гліцин

H: Гістидин

I: Ізолейцин

K: Лізин

L: Лейцин

M: Метіонін

N: Аспарагін

P: Пролін

Q: Глутамін

R: Аргінін

S: Серин

T: Треонін

V: Валін

W: Триптофан

Кодований геном білок за функцією належить до іонних каналів. 
Задіяний у таких біологічних процесах, як транспорт іонів, транспорт, транспорт калію. 
Білок має сайт для зв'язування з калію. 
Локалізований у клітинній мембрані, мембрані.